# 佐野アツ子
佐野 アツ子（さの アツこ、1948年6月20日 - ）は、日本の女優である。本名は横山 厚子（旧名：佐野）。

## 来歴・人物
東京都出身。星美学園短期大学家政学科卒業。10歳の頃から子役として数本の教育映画に出演。1970年、映画『赤頭巾ちゃん気をつけて』に出演し、翌年、TBS『ポーラテレビ小説・ひまわりの道』のオーディションを受けてヒロインに抜擢された。

## 出演

### テレビドラマ
- たそがれよとまれ（1970年、NHK総合）
- ひまわりの道（1971年、TBS・ポーラテレビ小説） - 山宮啓子
- 荒野の素浪人 第22話「待ち伏せ 国境い夜叉神峠」（1972年、三船プロ・NET） - ぬい
- 必殺シリーズ（ABC・松竹）
  - 必殺仕置人 第12話「女ひとりの地獄旅」（1973年） - 李麗花
  - 助け人走る（1973年） - 中山しの（レギュラー）
  - 暗闇仕留人（1974年） - おみつ（レギュラー 第1話-第8話、第15話）
  - 新・必殺からくり人 第12話「東海道五十三次殺し旅 大津」（1978年）- おしま
  - 必殺からくり人・富嶽百景殺し旅 第11話「甲州三坂の水面」（1978年） - おそで
  - 翔べ! 必殺うらごろし 第7話「赤い雪を降らせる怨みの泣き声」（1979年） - おせき
  - 必殺仕事人 第57話「逆さ技大どんでん崩し」（1980年） - 千津
  - 新・必殺仕事人 第14話「主水悪い夢を見る」（1981年） - お滝
  - 必殺仕事人III 第15話「加代に死の宣告をしたのは主水」（1983年） - お紋
  - 必殺仕事人IV 第10話「主水 せんを張り倒す」（1983年） - 中老杉乃井
  - 必殺仕切人 第14話「もしも歳末富くじがイカサマだったら」（1984年） - きの
  - 必殺仕事人V・激闘編 第27話「主水、トカゲのしっぽ切りに怒る」（1986年） - お藤
- Gメン'75（東映東京・TBS）
  - 第5話「純金の死体」（1975年）ｰ　川名早苗
  - 第350話「壁の中の赤い殺意」（1982年） - 大竹妙子
- 鬼平犯科帳（丹波哲郎版）第4話「だましあい」（1975年、NET・東宝）
- 剣と風と子守唄 第18話「母ちゃんの鐘」（1975年、三船プロ・NTV） - おきぬ
- 伝七捕物帳 第85話 「恋の飛脚は東海道」（1975年） - お絹
- 長崎犯科帳 (1975年、NTV）
  - 第3話 「彼奴は医者か殺し屋か」- 美里
  - 第26話 「さよなら長崎 また来るぜ」 - おゆう
- はぐれ刑事 第10話「本ボシ」（1975年、俳優座・国際放映・NTV） - 高木和子
- 江戸を斬る シリーズ（TBS・CAL）
  - 江戸を斬るII 第7回「じゃじゃ馬姫の恋」（1975年） - お静
  - 江戸を斬るV 第21回「姿なき脅迫者」（1980年） - 加世
- 愛のサスペンス劇場「歯止め」（1976年、NTV） - 旗島素芽子
- 夜明けの刑事（TBS、いずれも1976年）
  - 第61話「死者への花は絶やさない!!」
  - 第74話「失踪宣告された夫への甘い罠」 - 久保栄子
- 人魚亭異聞 無法街の素浪人 第6話「横浜コネクション」（1976年、三船プロ・NET） - 綾
- 大都会 闘いの日々 第22話「スター」（1976年、石原プロ・NTV） - 芝田ユキ
- ライオン奥様劇場・娘の結婚（1976年、大映テレビ・CX）
- 大江戸捜査網（三船プロ・12ch→TX）
  - 第231話「無法街の辻駕籠」（1976年） - お澄
  - 第245話「牢破り無情」（1976年） - おみよ
  - 第294話「流転! 浮世絵の女」（1977年） - おまき
  - 第362話「遊女が秘めた謎の暗殺」（1978年） - 雪乃
  - 第419話「芸者が秘めた偽証言の罠」（1979年） - お染
  - 第597話「悪徳人妻市場 裏切りの情事」（1983年） - おその
- 水戸黄門（TBS・C.A.L）
  - 第7部 第14話「八兵衛殿様五万石 -横手-」（1976年8月23日） - お絹 ※佐野厚子名義
  - 第8部 ※佐野厚子名義
    - 第10話「命賭ける時 -名古屋-」（1977年9月19日） - 園絵
    - 第26話「うぐいす春風剣 -中津-」（1978年1月9日） - 志保

  - 第9部 第26話「代官を救った文庫 -佐野-」（1979年1月29日） - たよ
  - 第10部 第17話「御老公を暗殺せよ!! -彦根-」（1979年12月3日） - 瓜生佐和
  - 第12部 第11話「献上塩昆布にかけた意地 -大坂-」（1981年11月9日） - おさよ
  - 第24部 第7話「だんごを盗ったお姫様 -姫路-」（1995年10月30日） - おとせ
  - 第25部 第24話「藩を救った反魂丹 -富山-」（1997年6月9日） - 貫井屋
  - 第27部 第1話「旅のはじめの恋騒動 -水戸・岩城-」（1999年3月22日） - おせき
  - 第28部 第21話「意地と涙の人形芝居 -淡路-」（2000年8月7日） - おもと
- 遠山の金さん 杉良太郎版 第86話「逆恨み」（1977年、NET/東映）- おさと
- 桃太郎侍（東映京都、NTV）
  - 第33話「のれん分け油地獄」（1977年）- お菊
  - 第144話「幇間涙あり!」（1979年）- うぐいす＝お静
- 破れ奉行（中村プロ・ANB）
  - 第10話「愛と憎しみの挽歌」（1977年） - お新
  - 第21話「暗黒街の白い罠」（1977年） - お市
- 華麗なる刑事 第19話「ロックンローラーは狼の匂い」（1977年、東宝・CX） - 今村ユキコ
- 江戸の旋風シリーズ（東宝・CX）
  - 同心部屋御用帳 江戸の旋風II 第47話「泣くな、お人よし」（1977年）
  - 同心部屋御用帳 江戸の旋風III 第32話「盗っ人のまごころ」（1977年） - おあき
  - 同心部屋御用帳 江戸の旋風IV 第19話「純情わらじばき・爆笑捕物編」（1979年） - お葉
  - 新・江戸の旋風 第14話「行け! 三十俵二人扶持」（1980年） - お島
- 大岡越前 （TBS / C.A.L） 
  - 第5部 第14話「将軍様の人情裁き」（1978年5月8日） - お園
  - 第11部 第16話「三方納めた一両損」（1990年8月6日） - おもと
  - 第13部 第21話「恐怖! どくろ党の復讐」（1993年4月5日） - おしま
  - 第15部 第4話「鬼を生き返らせた名医」（1998年9月14日） - お杉
- 大空港（松竹・CX）
  - 第15話「新任警部登場 狂気のバス爆破」（1978年） - 雨宮えり
  - 第74話「灼熱の逆光線 娘よ殺意の河を渡れ!」（1980年） - 井口明子
- 新幹線公安官「360キロの恐怖」（1978年、東映東京・ANB） - 律子
- 特捜最前線（東映東京・ANB）
  - 第80話「新宿ナイト・イン・フィーバー」（1978年）
  - 第274話「恐怖の診察台!」（1982年）
  - 第433話「モーニング・コールの証明!」（1985年） - 友田八重子
  - 第494話「下着パーティを覗いた女!」（1986年） - 日下部節代
- 柳生一族の陰謀 第32話「姿なき敵」（1979年、東映京都・KTV） - 奈津
- 暴れん坊将軍シリーズ（東映京都・ANB）
  - 吉宗評判記 暴れん坊将軍
    - 第75話「失踪! 加納五郎左衛門」（1979年） - おりん
    - 第112話「誇り高きカモ侍」（1980年） - 澄江

  - 暴れん坊将軍II
    - 第85話「火花が飛んだ! 嫁・姑!」（1984年） - おあき
    - 第132話「弁天様の甘い誘惑!」（1985年） - お福

  - 暴れん坊将軍IV
    - 第61話「嵐呼ぶよな島帰り!」（1992年） - お梶

  - 暴れん坊将軍VI
    - 第20話「無法許さぬあさり剣法」（1995年） - おとく
- 破れ新九郎 第23話「流転!夕陽の父子唄」（1979年、ANB/中村プロ） - お葉
- 長七郎天下ご免! 第10話「恋三味線に罠を張れ!」（1980年、ANB） - お美代
- 将軍 SHŌGUN（1980年、NBC） - 落葉
- ウルトラマン80 第31話「怪獣の種飛んだ」（1980年、TBS・円谷プロ） - マリコの母・道子
- ライオン奥様劇場・お母さんのいのちをあげる（1981年、NMC・CX）
- 江戸の朝焼け 第26話「雪が降る雛の宵」（1981年、CX・東宝）
- 鬼平犯科帳（萬屋錦之介版）第2シリーズ第23話「金太郎そば」（1981年、ANB・東宝）- お竹
- 火曜サスペンス劇場（NTV）
  - 10万分の1の偶然（1981年）
  - 警部補 佃次郎8「女たちの事情」（1999年7月27日）- 小谷澄子
- 赤かぶ検事奮戦記III 第9話「くだけ散った荻焼き」（1983年、松竹京都・ABC） - 木島明子
- 大奥 第13話「子連れ将軍と五人の女」（1983年、KTV） - お里佐
- 遠山の金さん (高橋英樹)（東映京都・ANB）
  - 第1シリーズ 
    - 第83話「三日月心中・鈴を鳴らす女!」（1983年）- おせい
    - 第111話「夜霧に消えた南蜜首飾りの女!」（1984年）- お艶

  - 第2シリーズ 第37話「黒猫のお銀・恋を斬る!」（1986年）- お兼
- 長七郎江戸日記 第1シリーズ 第25話「独りぼっちの草笛」（1984年、日本テレビ / ユニオン映画）- 菊乃
- 刑事物語'85 第4話「一日だけの母」（1985年、NTV・ユニオン映画）
- 妻たちの課外授業（1985年 - 1986年、NTV）
- ザ・ハングマンV 第16話「逆転夫婦の主夫がキャリア妻の仇を討つ!」（1986年、松竹芸能・ABC） - ミセス人材オフィス社長・坂本みどり
- 私鉄沿線97分署 第74話「テニスコートでお騒がせ!?」（1986年、ANB・国際放映） - 田所その子
- 愛の劇場・母さん、家においでよ（1986年9月 - 10月、TBS）
- 女ふたり捜査官 第7話「人妻が落ちた風俗の穴」（1986年、ABC・テレパック）
- あぶない刑事 第32話「迷路」（1987年、NTV・セントラル・アーツ） - 深見浩一の母
- 大都会25時 第11話「火遊びのツケ!ラブホテルから消えた女」（1987年、ANB・東映東京）
- 三匹が斬る! シリーズ（テレビ朝日・東映）
  - 三匹が斬る!
    - 第4話「赤トンボ、花嫁行列通りゃんせ」（1987年）- お時
    - 第21話「さらば三匹、満開の悪の花咲く京の都大路」（1988年）- きわ

  - 続・三匹が斬る! 第11話「獅子舞の、童が聞いた子守唄」（1989年）- おたき
- 若大将天下ご免! 第28話「振り袖人形、父恋し!」（1987年、ANB・東映京都） - お己代
- ザ・ドラマチックナイト・瑠璃の爪（1987年、CX）
- 隠密・奥の細道 第5話「湯煙りに泣く夫婦花」（1988年、TX）
- 女ねずみ小僧 第7話「千両富は殺しの番号」（1989年、CX・C.A.L） - おはる
- 青春オーロラ・スピン スワンの涙 第10話「愛憎のプールサイド」（1989年、CX・大映テレビ）
- 燃えよ剣（1990年、テレビ東京） - 佐藤のぶ
- 土曜ワイド劇場・牟田刑事官事件ファイル12（1990年2月、ANB）
- スクールウォーズ2（1990年、TBS・大映テレビ）
- 鬼平犯科帳（中村吉右衛門版）第2シリーズ第14話「夜狐」（1991年、CX・松竹）- 満寿子
- 将軍家光忍び旅 第1シリーズ 第18話「茶碗一つで天領を狙う悪商人!」（1991年、ANB・東映） - 松坂の局
- 代表取締役刑事 第16話「泥棒日記」（1991年、ANB）
- 銭形平次 (北大路欣也版) （CX ・東映京都）
  - 第1シリーズ 第5話「二匹の牝狐」（1991年）
  - 第2シリーズ 第13話「油まみれの死体」（1992年） - およし
  - 第4シリーズ 第16話「消えた兇器」（1994年）
- 名奉行 遠山の金さん（ANB・東映）
  - 第4シリーズ 第1話「覗かれた尼寺」（1991年） - 旭月院＝白虎のお仙
  - 第6シリーズ 第15話「女説教強盗の復讐」（1994年） - 智明尼
- 不思議サスペンス「見知らぬ家族」（1991年、KTV・ジーカンパニー）
- 珠玉の女（1992年 - 1993年、YTV）
- 風の刑事・東京発! 第15話「終着駅行き! 片道切符を買う男」（1996年、ANB・東映東京）
- 金田一耕助シリーズ（TBS・東阪企画）
  - 「黒い羽根の呪い」（1996年） - 兵頭敦子
  - 「悪魔の仮面」（1998年） - 仁礼涼子
- 刑事追う! 第17話「その妹」（1996年、TX・東映東京）
- 月曜ドラマスペシャル・弁護士芸者のお座敷事件簿5（2000年、TBS） - 島崎富子

### その他の番組
- タケちゃんの思わず笑ってしまいました Part7（1986年、CX）
- 一枚の写真（CX系）

### 映画
- 赤頭巾ちゃん気をつけて（1970年、東宝）
- 蛍（1989年）
- カレンダー・if just now（1991年）
- 極東黒社会（1993年）

### 舞台
- 森の石松
- 浮浪雲
- 日光江戸村劇団公演（2003年）

### CM
- シルバー精工（1973年～1974年）